# Diospyros walkeri
Diospyros walkeri är en tvåhjärtbladig växtart som först beskrevs av Robert Wight, och fick sitt nu gällande namn av Robert Louis August Maximilian Gürke. Diospyros walkeri ingår i släktet Diospyros och familjen Ebenaceae. Inga underarter finns listade i Catalogue of Life.